# 奥东河畔巴龙
奥东河畔巴龙（法語：Baron-sur-Odon，法語發音：[baʁɔ̃ syʁ ɔdɔ̃] ⓘ）是法国卡尔瓦多斯省的一个市镇，属于卡昂区。

## 地理
奥东河畔巴龙（49°7'58"N, 0°28'45"W）面积6.43 平方千米，位于法国诺曼底大区卡爾瓦多斯省，该省份为法国西北部沿海省份，北濒大西洋英吉利海峡，东北与滨海塞纳省以海上边界相接，东临厄尔省，南至奧恩省，西与芒什省接壤。
与奥东河畔巴龙接壤的市镇（或旧市镇、城区）包括：埃凯圣母村、方丹埃图普富尔、加夫吕、蒙德兰维尔、穆昂、奥东河畔图维尔、韦尔松。

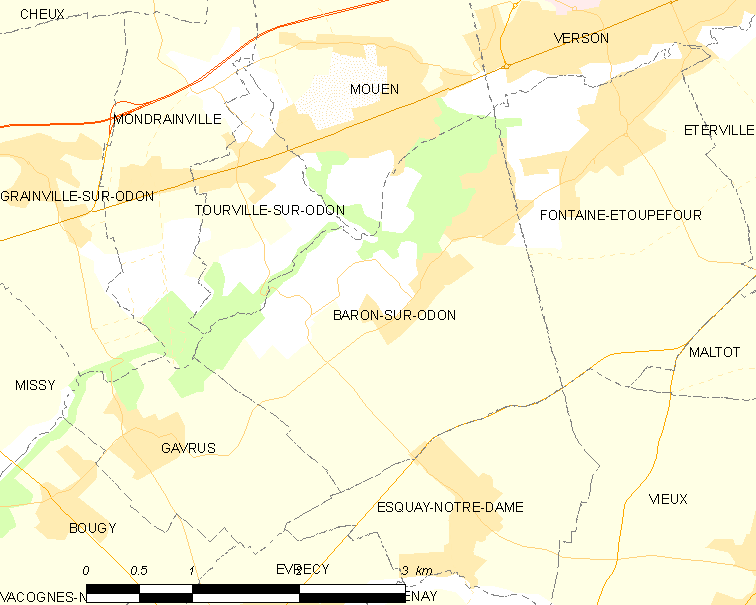
奥东河畔巴龙的OSM定位图

奥东河畔巴龙的时区为UTC+01:00、UTC+02:00（夏令时）。

## 行政
奥东河畔巴龙的邮政编码为14210，INSEE市镇编码为14042。

## 政治
奥东河畔巴龙所属的省级选区为埃夫勒西县。

## 人口

1962-2008年间奥东河畔巴龙人口变化图示

奥东河畔巴龙于2022年1月1日时的人口数量为1104人。